# Bateria Alta
A denominada Bateria Alta ao Norte da Praia da Água Doce, também designada por Hotel do Guincho, localiza-se em posição dominante ao oceano Atlântico entre a Praia do Guincho, a norte, e a Praia da Crismina, a sul,  em 38° 43′ 42″ N, 9° 28′ 34″ O, na Freguesia de Cascais e Estoril, Município de Cascais, Distrito de Lisboa, em Portugal.
Bateria construída no séc. 18, durante o reinado de D. José I, devido à guerra com Espanha, juntamente com a Bateria da Crismina e a da Galé, com quem cruzava fogo, foi ampliada no séc. 19 com um muro de gola, fechando o recinto fortificado e formando planta poligonal. Nela está atualmente instalado o Hotel do Guincho.
Classificada como Imóvel de Interesse Público por Decreto em 1977.